# Margie Kinsky

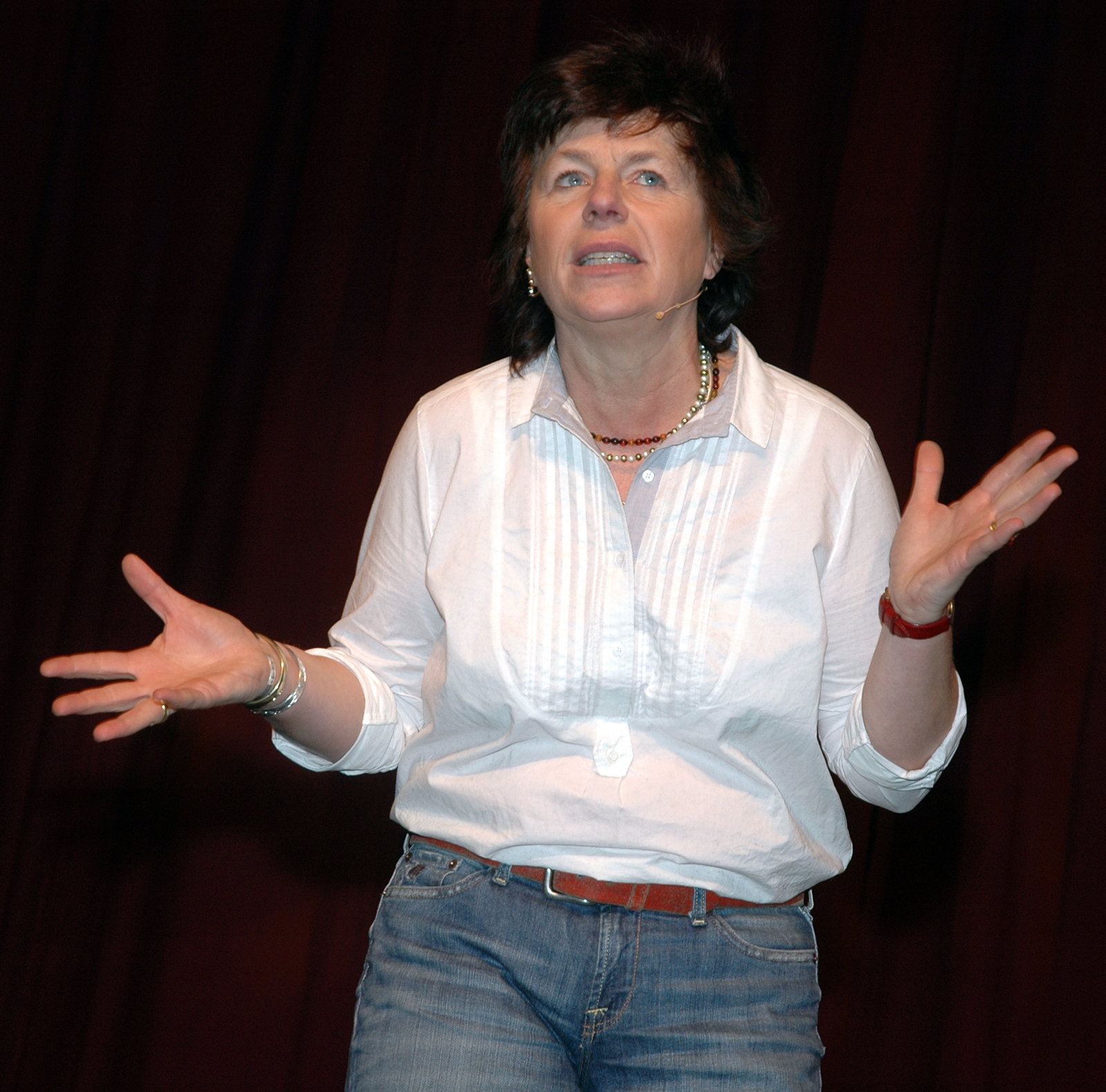
Margie Kinsky in Freiburg 2012

Margie Kinsky (* 21. April 1958 in Rom; eigentlich Maria Grazia Eleonora Alice Kinsky-Mockridge)  ist eine in Deutschland lebende italienische Schauspielerin und Kabarettistin.

## Herkunft und Ausbildung
Margie Kinsky wurde 1958 in Rom als Tochter von Génilde Gräfin Kinsky (Genilda Kinská, 1925–2023) aus dem früheren böhmischen Geschlecht Kinsky geboren; ihr italienischer Vater war Filippo Dozzi. Über ihre Mutter, die 1925 in der Tschechoslowakei geboren wurde, ist Margie Kinsky mit dem früheren tschechischen Außenminister Karel Schwarzenberg verwandt. Außerdem ist sie Bertha von Suttners Urgroßnichte. In Rom besuchte sie eine deutsche Schule. Nach ihrem Abitur 1979 siedelte sie nach Deutschland um und studierte an der Rheinischen Friedrich-Wilhelms-Universität in Bonn Romanistik.

## Privates

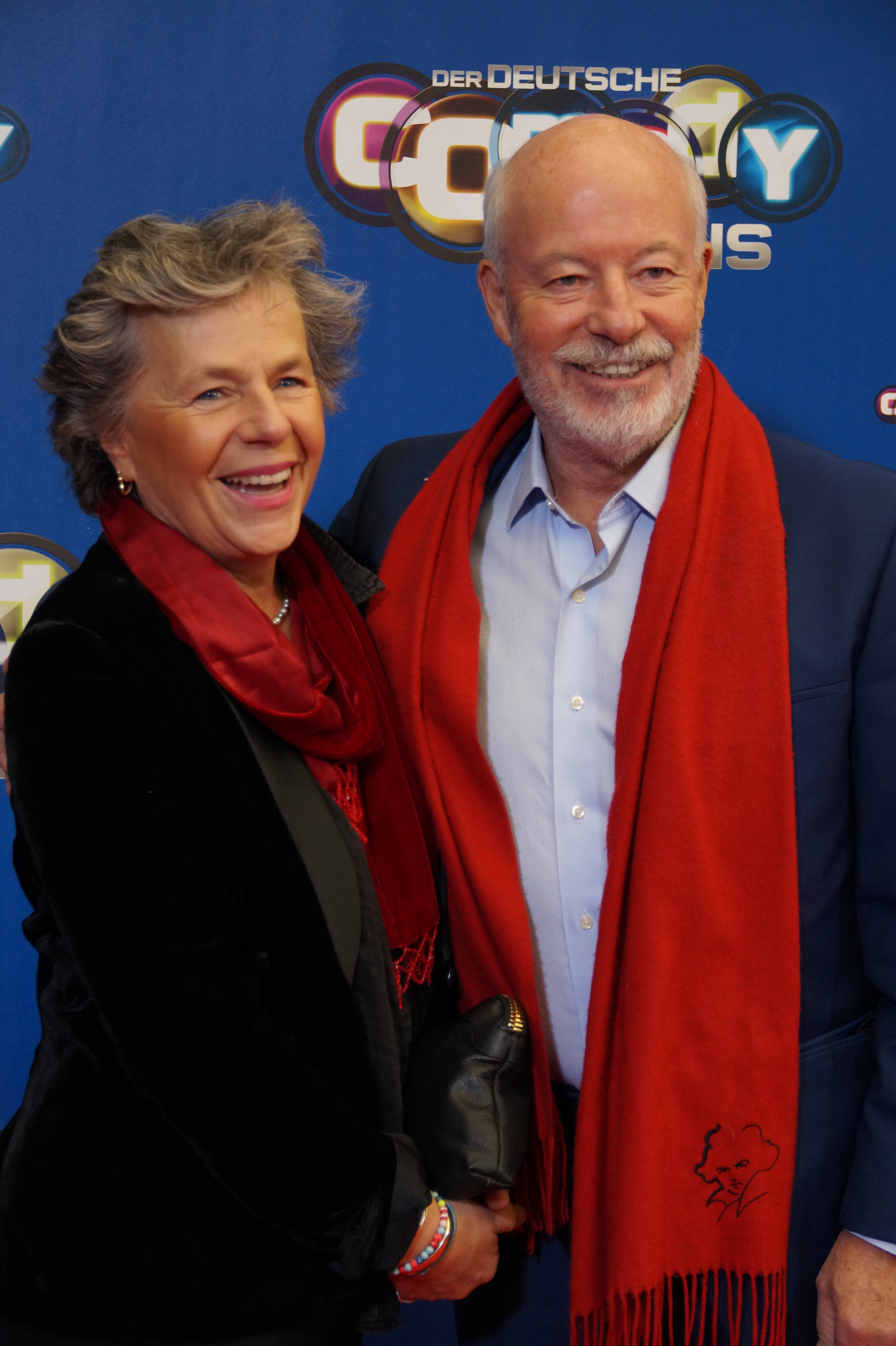
Margie Kinsky und Bill Mockridge beim Comedypreis 2016

1983 heiratete Kinsky den Schauspieler und Regisseur Bill Mockridge. Gemeinsam haben sie sechs Söhne, die alle eine doppelte Staatsbürgerschaft (italienisch und kanadisch) haben:
- Nicholas „Nick“ (* 1984): Film- und Fernsehregisseur
- Matthew „Matt“ (* 1986): Unternehmer und Coach, ehemals bei der Boygroup Part Six
- Lucas „Luke“ (* 1989): Comedian
- Leonardo „Lenny“ (* 1991): Musiker
- Jeremy (* 1993): Schauspieler
- Liam (* 1997): Schauspieler

Die Familie lebte im Bonner Stadtteil Endenich; inzwischen wohnen dort nur noch die Eltern.

## Karriere
Während des Studiums spielte Kinsky Theater in einem Ensemble namens Compagnia 82. Neben ihrer Tätigkeit als Statistin an der Oper Bonn baute sie gemeinsam mit Bill Mockridge die Improvisationstheatergruppe Springmaus auf. Erste Auftritte absolvierten Kinsky und ihre Mitspieler in der Theaterkneipe Anno Tubac in Bonn; inzwischen bespielt man das eigene Haus der Springmaus. Seit der Gründung 1983 gehört Kinsky dort zu einem von mehreren Ensembles, aktuell dem Gala-Ensemble. Mit wechselnden Partnern (unter anderem an der Seite von Georg Roth) trat sie als Teil des Springmaus-Duos auf.
In der ARD-Serie Lindenstraße spielte Margie Kinsky die Rolle der Gina Varese, Ex-Frau von Paolo, einem Kellner und späteren Besitzer des Café Moorse. Neben ihrem Mann Bill in der Rolle des Erich Schiller spielte von 2007 bis 2010 auch ihr zweitjüngster Sohn Jeremy im Ensemble der Lindenstraße als Nico Zenker mit.
Nach einigen Vorpremieren präsentierte Kinsky im März 2010 im Haus der Springmaus ihr erstes Solo-Kabarettprogramm mit dem Titel Kinsky legt los!. Im Herbst 2014 folgte ihr zweites Bühnen-Solo Ich bin so wild nach Deinem Erdbeerpudding!. Gemeinsam mit ihrem Ehemann ist sie in der Radio-Comedy Margie und Bill auf WDR 4 zu hören.

## Filmografie (Auswahl)
- 1987: Dreifacher Rittberger von Elke Heidenreich
- 1992: Familie Heinz Becker –  Der neue Anzug
- 1992: Dirk Bach Show
- 1994: Jede Menge Leben
- 1995–2002: Lindenstraße
- 2002: Mensch Markus
- 2002: Ein roter Teppich für… – Dirk Bach
- 2004: Die Liebe hat das letzte Wort
- 2014: Ladies Night
- seit 2015: Die Mockridges
- 2019: Mord mit Ansage – Die Krimi-Impro Show
- 2024: Die Heinzels – Neue Mützen, neue Mission (Stimme)